# Развлекаемся до смерти
«Развлекаемся до смерти: общественный дискурс в эпоху шоу-бизнеса» (англ. Amusing Ourselves to Death: Public Discourse in the Age of Show Business) — книга американского философа Нила Постмана, опубликованная в 1985 году. Произведение является пророческим взглядом на то, что происходит, когда политика, журналистика, образование и даже религия становятся предметом требований развлечения. В снову книги легла речь Постмана, которую он произнес во время обсуждения романа «1984» английского писателя Джорджа Оруэлла на книжной ярмарке в 1984 году. Во вступлении к своей книге Постман утверждает, что современный мир лучше отражён в романе «О дивный новый мир» Олдоса Хаксли, публика которого была удручена своим пристрастием к развлечениям, чем в романе Джорджа Оруэлла «1984», где речь идёт о тотальном государственном контроле.
Книга переведена на 8 языков и продана тиражом в 200 000 экземпляров по всему миру.

## Описание
Автор рассматривает изменения в американской масс-культуре при переходе от печатных средств массовой информации к радио и к телевидению. Постман рассказывает о том, как средства массовой информации формируют жизнь, образ мыслей, восприятие вещей и поведение в отношении других людей.
По мнению автора, телевидение, основанное на визуальном представлении информации, жертвует качеством информации в пользу удовлетворения далеко идущих потребностей развлечений, а сама по себе презентация телевизионных новостей представляет собой не что иное, как форма развлекательного программирования. Включение музыкального сопровождения, рекламных роликов свидетельствуют о том, что телевизионные новости не могут быть восприняты всерьёз. Постман продолжает изучение различий между письменной речью, которая, по его словам, достигла своего апогея в начале и середине XIX века, и теми формами телевизионного общения, которые в основном полагаются на визуальные образы, с целью «продать» или «навязать» определённый образ жизни. Он утверждает, что из-за подобных изменений успех того или иного кандидата в политике перестал зависеть от его идей или решений, но скорее от того, пользуется ли созданный им образ популярностью на телевидении. Телевидение подрывает политический дискурс и превращает реальные, сложные проблемы в поверхностные образы.
Необходимо отметить, что американское телевидение изначально было коммерческим, получая доход от продажи рекламы, поэтому содержание телепрограмм напрямую зависело от вкусов телевизионной аудитории. Телевидение в странах Европы до начала 1980-х годов и СССР до конца 1980-х годов являлось, фактически, монополией государства, упор делался в большей степени на образовательную, а не развлекательную функцию телевидения, и количество рекламы было минимальным. В конце 1970-х начале 1980-х годов произошел скачкообразный рост числа телеканалов прежде всего благодаря спутниковому телевидению. Коммерческие каналы оказались более популярными у телезрителей, чем государственные, что подтвердило теорию Постмана о предпочтениях обывателей. Чтобы оставаться конкурентоспособными, государственным каналам пришлось подстраиваться под требования рынка, и к середине 1980-х годов европейское телевидение стало почти неотличимо от американского.

## Содержание

### Часть 1
Часть первая касается в основном фонового и исторического анализа. Автор делает исторический обзор технологий, предшествовавших телевидению, представляет концепцию «медиа-метафоры», рассказывает о том, какие преобразования претерпевают СМИ после появления относительно новых средств массовой информации, в частности телевидения.

#### Главы
- Глава 1. Медиа-метафора
- Глава 2. Медиа как эпистемология
- Глава 3. Типографская Америка
- Глава 4. Типографский ум
- Глава 5. Мир игры в прятки

### Часть 2
Во второй части более подробно обсуждается телевизионная медиа-метафора, отсутствие связи между получаемой информацией и результатом, связь политики, выборов и рекламы. Исследуется, как образование постепенно становится развлекательной деятельностью и какие существуют способы чтобы избежать этого в будущем.

#### Главы
- Глава 6. Эра шоу-бизнеса
- Глава 7. Теперь … Это
- Глава 8. Перемещаясь в Вифлеем
- Глава 9. Протяни руку и выбери
- Глава 10. Обучение как занимательная деятельность
- Глава 11. Предупреждение Хаксли

## Альтернативные точки зрения
Тем не менее существуют и другие точки зрения. Например, в работе «Метамедиа» Александр Старр высказывает мнение о том, что Америка снова открывает для себя печатную литературу. Конечно, манера восприятия изменилась, однако технологический прогресс и популяризация электронных носителей информации не могут уменьшить значимость бумажной литературы. Также, идею того, что книги не поглощены метамедиа, и тенденция развития общества не должна быть зациклена на технологии и автоматизации высказывает Лотер Мюллер в своей книге «White Magic: The Age of Paper».
Канадский философ Маршалл Маклюэн в своей книге «Понимание медиа» (1964) рассуждает о том, что сейчас уже нельзя воспринимать средство коммуникации отдельно от сообщения. Это средство и есть само сообщение, и чем дальше продвигается технический прогресс, тем больше средства коммуникации влияют на нашу жизнь. Будучи расширением человеческой нервной системы, средства массовой коммуникации отделились от человека, стали действовать отдельно от него. Процесс автоматизации привёл нас к тому, что каждый потребитель информации делает собственные новости или даже сам является этой новостью.

## В массовой культуре
Вышедший в 1992 один из сольных студийных альбомов бывшего лидера группы Pink Floyd Роджера Уотерса носит название Amused To Death, которое было придумано по книге Нила Постмана «Развлекаемся до смерти».
Фронтмена британской группы Arctic Monkeys в интервью изданию Pitchfork Алекс Тёрнер рассказал, что упоминающееся в одной из песен Information-Action Ratio — это название палатки с тако, заимствованное из книги Нила Постмана.
В 2009 году художник Стюарт Макмиллен проиллюстрировал эту книгу.